# Teucrium orientale
Teucrium orientale är en kransblommig växtart som beskrevs av Carl von Linné. Teucrium orientale ingår i släktet gamandrar, och familjen kransblommiga växter. Inga underarter finns listade i Catalogue of Life.

## Bildgalleri

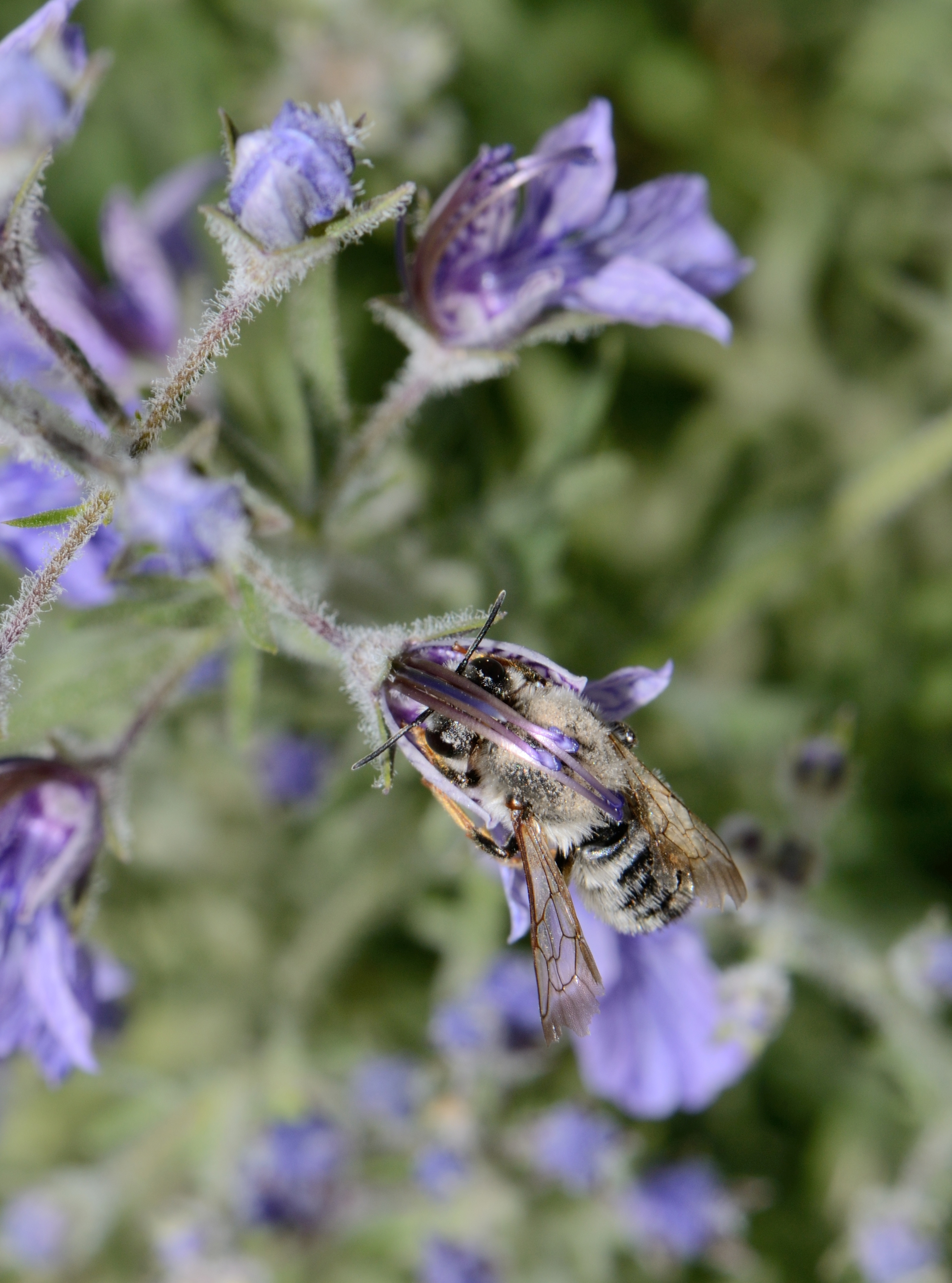
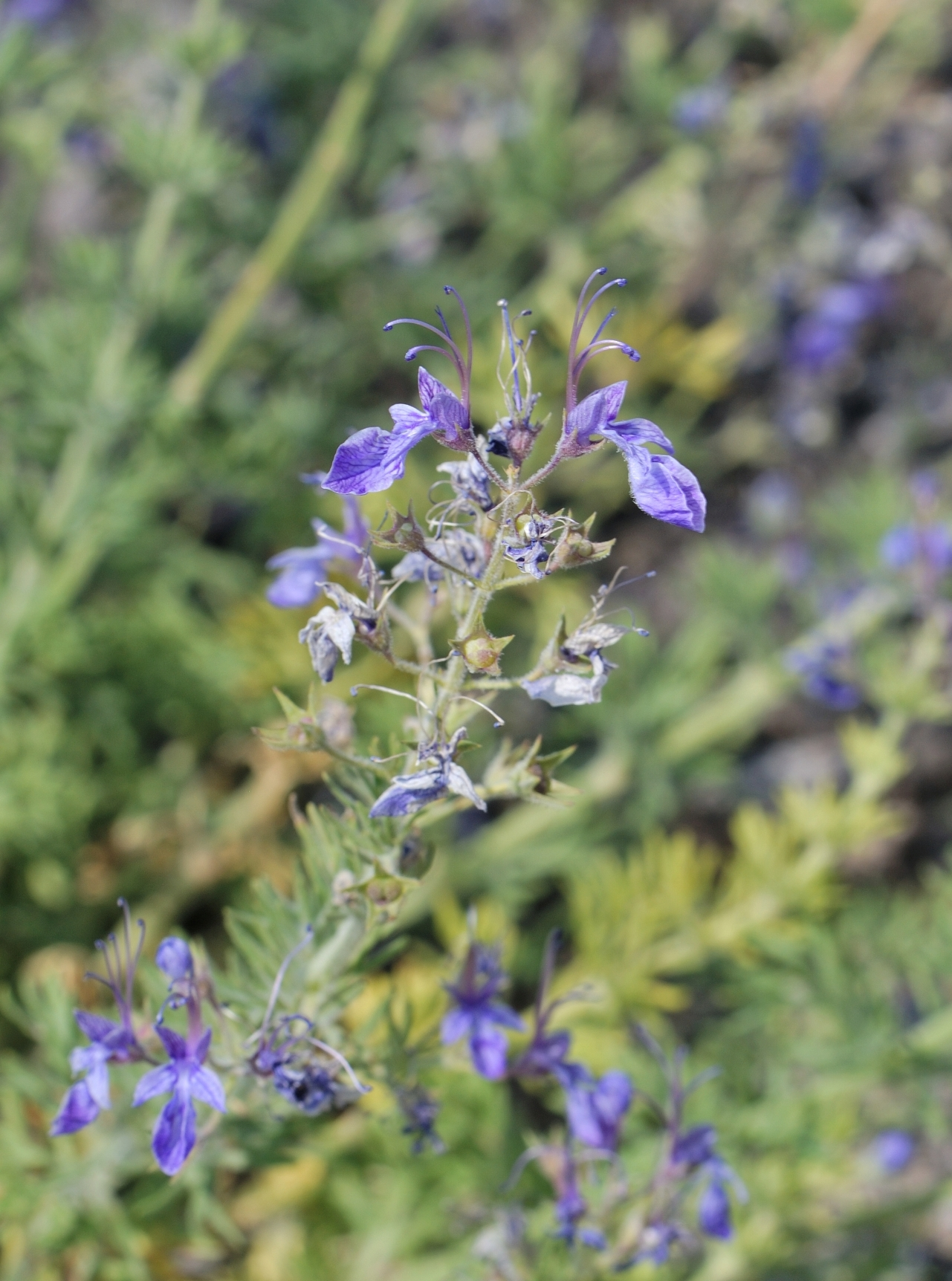
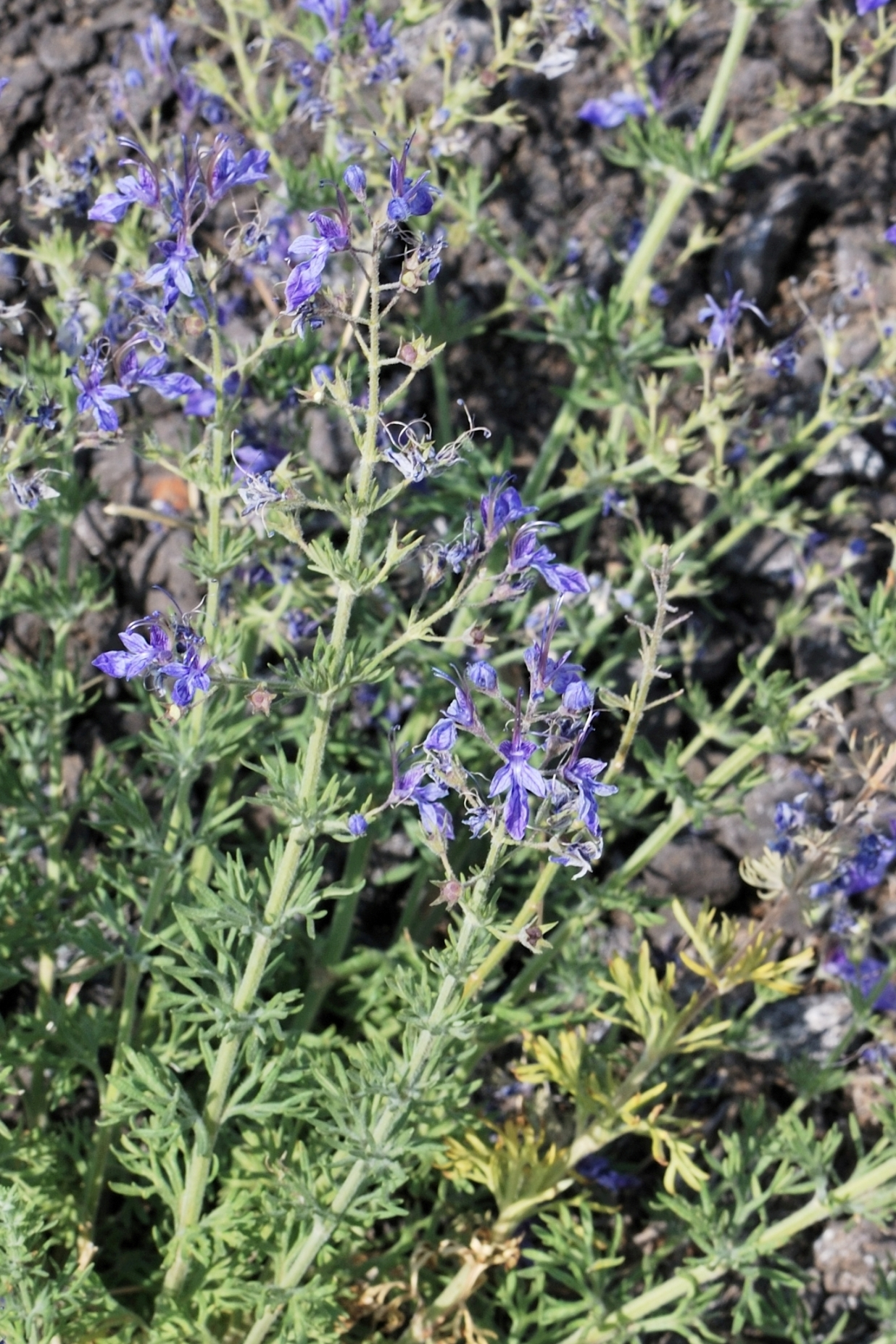